# Antologia (Banco del Mutuo Soccorso)
Antologia è la sesta raccolta del gruppo musicale italiano Banco del Mutuo Soccorso pubblicata nel 1996 dalla Disky.

## Tracce
Composizione ad opera di – Di Giacomo (tracce: 1, 3, 4, 6 a 8), G. Nocenzi (tracce: 1, 3, 4, 7), V. Nocenzi (tracce: 1, 2, 4 a 8).
1. Canto di primavera
2. Garofano rosso
3. Io vivo (Fusione per trenta elementi)
4. Quando la buona gente dice
5. Notturno breve
6. Cento mani, cento occhi
7. Il ragno
8. 750.000 anni fa ... l'amore?